# Keichū
Keichū (nascido em Amagasaki, 1640 - 1701) foi um estudioso, poeta e monge budista japonês. Escreveu vários comentários sobre textos históricos antigos sobre a história do Japão, como o Ise monogotari e o Genji monogotari.